# مايكل ثوايت

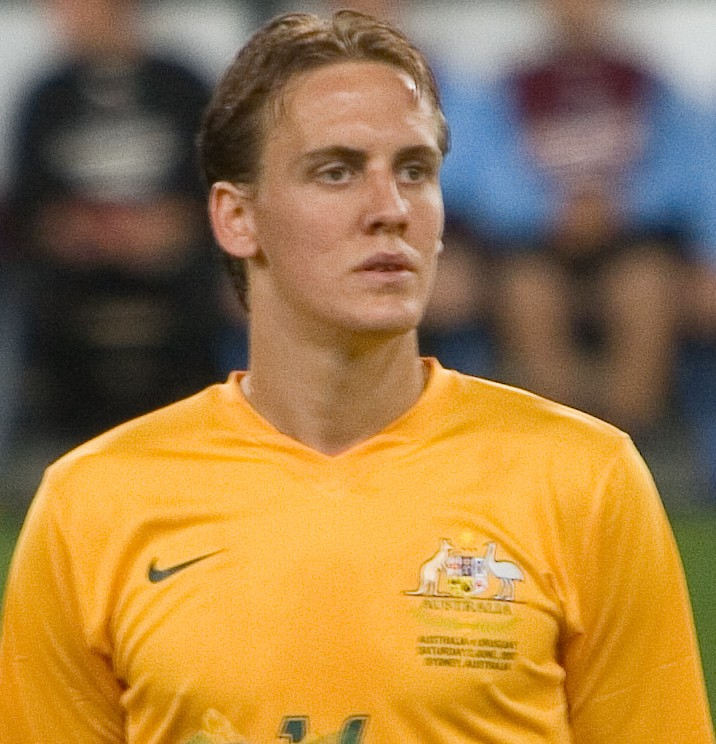
مايكل ثوايت

مايكل إيرول ثوايت (بالإنجليزية: Michael Thwaite)‏، من مواليد 2 مايو 1983 في كايرنس في أستراليا، لاعب كرة قدم أسترالي.
بدأ مسيرته الكروية مع نادي جامعة سيدني في عام 2002، وفي عام 2002 انتقل إلى نادي ماركوني ستايلونز، ولعب معهم حتى عام 2004، وشارك معهم في 33 مباراة، وفي عام 2004 انتقل إلى نادي ناشونال بوخارست الروماني، ولعب معهم حتى عام 2006، وشارك معهم في 34 مباراة، ومنذ عام 2006 وهو يلعب مع نادي فيسلا كراكوف البولندي.
و قد بدأ باللعب مع منتخب أستراليا لكرة القدم في عام 2005.

## روابط خارجية
- مايكل ثوايت على موقع قاعدة بيانات كرة القدم.إي يو (الإنجليزية)
- مايكل ثوايت على موقع ناشيونال فوتبول تيمز (الإنجليزية)
- مايكل ثوايت على موقع Soccerway.com (الإنجليزية)
- مايكل ثوايت على موقع أوليمبيديا (الإنجليزية)